# Anthony Gaitor
Anthony Gaitor (Miami, 9 ottobre 1988) è un giocatore di football americano statunitense che gioca nel ruolo di cornerback per i Tampa Bay Buccaneers della National Football League (NFL). Fu scelto nel corso del settimo giro (222º assoluto) del Draft NFL 2011 dai Buccaneers. Al college ha giocato a football alla Florida International University.

## Carriera professionistica

### Tampa Bay Buccaneers
Gaitor fu scelto nel corso del settimo giro del Draft 2011 dai Tampa Bay Buccaneers. Nella sua stagione da rookie disputò otto partite, nessuna delle quali come titolare, mettendo a segno 5 tackle. La prima gara come titolare in carriera la disputò nella settimana 14 della stagione 2012 contro i Philadelphia Eagles in cui fece registrare 3 tackle e 2 passaggi deviati. La sua stagione 2012 si concluse con 4 presenze (2 come titolare) con 7 tackle e 5 passaggi deviati.

## Vittorie e premi
Nessuno

## Statistiche
| Partite totali             | 12  |
| Partite totali da titolare | 2   |
| Tackle totali              | 12  |
| Sack                       | 0,0 |
| Intercetti fatti           | 0   |
| Fumble forzati             | 0   |

Statistiche aggiornate alla stagione 2012